# Wahlen 1824
1820 | 1821 | 1822 | 1823 | Wahlen 1824 | 1825 | 1826 | 1827 | 1828 | ► | ►►

Weitere Ereignisse
Die Liste der Wahlen 1824 umfasst Parlamentswahlen, Präsidentschaftswahlen, Referenden und sonstige Abstimmungen auf nationaler und subnationaler Ebene, die im Jahr 1824 weltweit abgehalten wurden.
Das damalige Wahlrecht entsprach typischerweise nicht den Wahlrechtsgrundsätzen der direkten, geheimen und gleichen Wahl. Zeittypisch waren oft nur kleine Teile der Bevölkerung wahlberechtigt, ein Frauenwahlrecht war nicht gegeben.

## Termine
| Land               | Datum                    | Link zur Wahl 1824                                  | Link zur letzten Wahl | Bemerkung |
| ------------------ | ------------------------ | --------------------------------------------------- | --------------------- | --------- |
| Vereinigte Staaten | ab dem 7. Juli           | Wahl zum Repräsentantenhaus der Vereinigten Staaten | 1822                  |           |
| Vereinigte Staaten | 26. Okt. – 2. Dez.       | Präsidentschaftswahl in den Vereinigten Staaten     | 1820                  |           |
| Vereinigte Staaten | 1.–3. November           | Gouverneurswahl in New York                         | 1822                  |           |
| Bayern             | 17. Dez. – 25. Jan. 1825 | Wahl zur Kammer der Abgeordneten in Bayern          |                       | [ 1 ]     |